# 物理演算エンジン
物理演算エンジン（ぶつりえんざんエンジン、Physics engine）とは、質量・速度・摩擦・風といった、古典力学的な法則をシミュレーションするコンピュータのソフトウェアである。多くの場合、ミドルウェアライブラリを指す。 略して物理演算、物理エンジン、Physicsとも言う。

## 概要
物理演算の基本となるのは衝突判定とダイナミックシミュレーション（動的シミュレーション。静止した一点の力のかかり方のみを見るのではなく、現実と同様に動く物体の動き全体をシミュレーションするもの）である。その他に、流体シミュレーション・剛体演算（リジットボディ）・軟体演算（ソフトボディ）、モーションコントロール（スクリプト言語によって物体の動作をコントロールする機能）、アセットツール（独自形式またはCOLLADAなどの汎用形式のオブジェクトやシーンを読み込んだり管理する機能）などがついたものも多い。
長年、学術的シミュレーションや3DCGアニメ製作の現場などの専門分野でのみ使われていたが、2000年代以降には高度な物理演算エンジンを搭載した家庭用ゲーム機やゲーム用グラフィックカードの登場により、ゲームを通じて一般にもなじみが深いものとなっている。物理エンジンを史上初めて搭載した家庭用ゲームは『Rocket: Robot on Wheels』（Nintendo 64、Ubisoft、1999年）。特に2000代後半のPS3/Xbox 360世代の初期のゲームは「HD」と「物理演算」がキーワードとなっており、ソニーは物理演算をゲーム性の基軸に据えた「リトルビッグプラネット」を2008年にリリースし、ヒットさせた。
また、物理演算を搭載した3DCGソフトウェアも、かつてはプロユーザーにしか手が出せなかったが、現在ではフリーのBlenderを初めとして一般人にも手が届く物がいくつも存在しているため、ゲームや映像を介して物理演算を実感するだけでなく自身で物理演算を利用した3DCGアニメーションを製作することも容易となっている。
Algodoo等の物理演算を活用した教育用ソフトウェアも存在する。

## 応用
物理演算エンジンの主要な応用例は、科学技術計算とエンターテイメント分野である。

### 科学技術計算
最初の汎用計算機、ENIACは非常に単純な物理計算、すなわち弾道計算のために使われた。そしてコンピュータの発達とともに航空機の設計などへ応用されていった。
1980年代ごろから、スーパーコンピュータが天気予報のために、大気や海流といった流体のシミュレーションのために使われるようになった。これらの分野は数値流体力学として知られている。

### エンターテイメント
ゲームのようなエンターテイメント分野では、物理シミュレーションの正確さよりも速度、リアルタイム性が重要である場合が多い。そのため、正確さを犠牲にしても高速性を得られるような手法が取られる。PhysXのように、ハード/ソフトウェア両面から高速性を実現するアーキテクチャを採用するものもある。

## 物理演算エンジンの例
- ライブラリ
  - Box2D
  - Havok
  - Bullet
  - ODE
  - DynaMo
  - Springhead
- アプリケーション
  - Algodoo
  - RigidChips